# بيغي أونيل
بيغي أونيل (بالإنجليزية: Peggy O'Neal)‏ هي ممثلة أمريكية، ولدت في 8 يونيو 1963.

## وصلات خارجية
- بيغي أونيل على موقع IMDb (الإنجليزية)
- بيغي أونيل على موقع قاعدة بيانات الفيلم (الإنجليزية)
- بيغي أونيل على موقع كينوبويسك (الروسية)
- بيغي أونيل على موقع ANN person (الإنجليزية)